# Chisocheton
Chisocheton é um género botânico pertencente à família Meliaceae. Também conhecida como Túnica Dividida.
1. ↑  «Chisocheton — World Flora Online». www.worldfloraonline.org. Consultado em 19 de agosto de 2020